# クオレマ・テキー・タイテイヤン
『クオレマ・テキー・タイテイヤン』（Kuolema Tekee Taiteilijan）は、ナイトウィッシュが発表したアルバム『ワンス』からの3枚目のシングル。日本ではボーナス・トラックを加えたミニ・アルバムとしてユニバーサルミュージックから発売された。
表題曲の題名は「死が芸術家を創る」という意味のフィンランド語。ヘヴィメタルのリズム体を排除した編曲で、クラシック音楽の歌曲のような仕上がりになっており、コンサートでもソプラノ歌手ターヤ・トゥルネンの見せ場としての重要な役目を担った。「シンフォニー・オブ・ディストラクション」はメガデスのカバー。「ホエア・ワー・ユー・ラスト・ナイト」はアンキー・バッガーのカバーで日本ではWinkが『夜にはぐれて 〜Where Were You Last Night〜』というタイトルで1990年にヒットさせた。

## 収録曲

### フィンランド盤
1. Kuolema Tekee Taiteilijan
2. Creek Mary's Blood (Orchestral Instrumental Score)
3. Symphony of Destruction (Live)

### 日本盤
1. クオレマ・テケー・タイテイリヤン Kuolema Tekee Taiteilijan
2. シンフォニー・オブ・ディストラクション Symphony Of Destruction (ライブ)
3. ホエア・ワー・ユー・ラスト・ナイト Where Were You Last Night
4. ウィッシュ・アイ・ハド・アン・エンジェル Wish I Had An Angel (デモ・ヴァージョン)
5. クリーク・メアリーズ・ブラッド Creek Mary's Blood (オーケストラ・インストゥルメンタル・ヴァージョン）
6. ゴースト・ラヴ・スコア Ghost Love Score （オーケストラ・インストゥルメンタル・ヴァージョン）

## 主な参加ミュージシャン
- ターヤ・トゥルネン Tarja Turunen - ボーカル
- ツォーマス・ホロパイネン Tuomas Holopainen - キーボード
- エンプ・ヴオリネン Emppu Vuorinen - ギター
- ユッカ・ネヴァライネン Jukka Nevalainen - ドラム
- マルコ・ヒエタラ Marco Hietala - ベース、ボーカル
- London Session Orchestra （ロンドン・フィルハーモニー管弦楽団、アカデミー室内管弦楽団）